# Кредитний цикл
Кредитний цикл — розширення та скорочення доступу до кредиту з часом. Деякі економісти, в тому числі Баррі Айхенгрін, Хайман Мінський та інші посткейнсіанські економісти, а також деякі члени австрійської школи, розглядають кредитні цикли як основний процес, що керує економічним циклом. Однак, мейнстрімні економісти вважають, що кредитний цикл не може повністю пояснити явище економічних циклів, оскільки довгострокові зміни рівня заощаджень, а також фіскальної та монетарної політики, а також пов'язані з ними мультиплікатори є не менш важливими факторами.
Під час розширення кредиту, ціни на активи підвищують ті, хто має доступ до залученого капіталу. Потім ця інфляція цін на активи може спричинити розвиток нестійкої спекулятивної "бульбашки". Зростання кількості нових грошей також збільшує пропозицію грошей на реальні товари та послуги, стимулюючи тим самим економічну активність та сприяючи зростанню національного доходу та зайнятості.
Коли кошти покупців вичерпуються, на ринках, які виграли від кредитної експансії, може відбутися зниження ціни активів. Потім це може спричинити неплатоспроможність, банкрутство та стягнення з позичальників, які пізно зайшли на цей ринок. Це, в свою чергу, може загрожувати платоспроможності та прибутковості самої банківської системи, що призводить до загального скорочення кредиту, оскільки кредитори намагаються захистити себе від збитків. Людвіг фон Мізес один з основоположників Австрійської школи економіки писав "Кредитна експансія - це не засіб, який робить людей щасливими. Бум, який вона породжує, неминуче призводить до краху і нещастя."